# جورج بوربا
جورج بوربا (بالعبرية: ג'ורג' בורבה) (من مواليد في عام 1944 في إيطاليا) هو لاعب كرة قدم إسرائيلي سابق كان جزءً من الفريق الذي شارك في الألعاب الأولمبية الصيفية لعام 1968 وكأس العالم فيفا عام 1970 الذي كان ظهور إسرائيل الوحيد في كأس العالم.
في أغسطس عام 1972، أجرى محادثات مع نادي أورينت في الدوري الإنجليزي، المعروف حاليًا باسم ليتون أورينت، حيث جرى اختياره للعب في مباراة ودية قبل بداية الموسم ضد إبسويتش تاون، لكن بسبب مشكلات تصريح العمل، لم يُسمح له باللعب حيث انتهت الصفقة وعاد بوربا إلى إسرائيل. المصدر: نيلسون كوفمان، المؤرخ الفخري ليتون أورينت.

## مرتبة الشرف

### النادي
نادي هبوعيل تل أبيب
- دوري أبطال آسيا (1): 1967
- الدوري الإسرائيلي الممتاز (3 مواسم): 1965-1966، 1968-1969، 1973-1974
- كأس السوبر الإسرائيلي (1): 1970
- كأس إسرائيل (1): 1972

؛ مكابي نتانيا
- الدوري الإسرائيلي الممتاز (1): 1973-1974

## وصلات خارجية
- جورج بوربا على موقع قاعدة بيانات كرة القدم.إي يو (الإنجليزية)
- جورج بوربا على موقع ناشيونال فوتبول تيمز (الإنجليزية)
- جورج بوربا على موقع عالم كرة القدم.نت (الإنجليزية)
- جورج بوربا على موقع أوليمبيديا (الإنجليزية)

1. ↑  "George Borba Biography and Statistics". Sports Reference. مؤرشف من الأصل في 2010-05-24. اطلع عليه بتاريخ 2009-10-27.